# Cicindela celeripes
Cicindela celeripes este o specie de insecte coleoptere descrisă de Leconte în anul 1848. Cicindela celeripes face parte din genul Cicindela, familia Carabidae. Această specie nu are alte subspecii cunoscute.